# Australia en los Juegos Olímpicos de Londres 1948
Australia estuvo representada en los Juegos Olímpicos de Londres 1948 por un total de 75 deportistas que compitieron en 11 deportes.  
El portador de la bandera en la ceremonia de apertura fue el jugador de waterpolo Les McKay.

## Medallistas
El equipo olímpico australiano obtuvo las siguientes medallas:
| Nombre                                                   | Deporte     | Competición         |
| -------------------------------------------------------- | ----------- | ------------------- |
| Oro                                                      |             |                     |
| John Winter                                              | Atletismo   | Salto de altura m M |
| Mervyn Wood                                              | Remo        | Scull ind. (M1x) M  |
| Plata                                                    |             |                     |
| Theo Bruce                                               | Atletismo   | Salto de longitud M |
| George Avery                                             | Atletismo   | Triple salto M      |
| Joyce King June Maston Betty McKinnon Shirley Strickland | Atletismo   | 4 × 100 m F         |
| Richard Garrard                                          | Lucha libre | 73 kg               |
| John Marshall                                            | Natación    | 1500 m libre M      |
| Beatrice Lyons                                           | Natación    | 200 m braza F       |
| Bronce                                                   |             |                     |
| Shirley Strickland                                       | Atletismo   | 100 m F             |
| Shirley Strickland                                       | Atletismo   | 80 m vallas F       |
| Joseph Armstrong                                         | Lucha libre | +87 kg              |
| John Marshall                                            | Natación    | 400 m libre M       |
| Judy Joy Davies                                          | Natación    | 100 m espalda F     |